# Obdulio Trasante
Obdulio Trasante, vollständiger Name Obdulio Eduardo Trasante Molina, (* 20. April 1960 in Juan Lacaze, Uruguay) ist ein ehemaliger uruguayischer Fußballspieler.

## Spielerlaufbahn

### Vereinskarriere
Der Abwehrspieler spielte nach seinem Wechsel von Peñarol de Juan Lacaze zunächst ab 1980 bis 1984 bei Central Español, wo er 1983 Meister der Segunda División und im Jahr darauf uruguayischer Meister wurde. Ab 1985 bis 1987 stand er bei Peñarol unter Vertrag. Dort gewann er 1985 und 1986 zwei weitere uruguayische Meistertitel und 1987 die Copa Libertadores. Zudem spielte er 1988 in Brasilien bei Grêmio und im Folgejahr beim kolumbianischen Verein Deportivo Cali, bevor er 1990 erneut zunächst zu Peñarol und schließlich in den Jahren 1990 bis 1992 zu Central Español zurückkehrte.

### Nationalmannschaft
Trasante war Mitglied der Nationalmannschaft Uruguays, für die er von seinem Debüt am 19. Juni 1987 bis zum 14. Dezember 1988 fünf Länderspiele absolvierte. Ein Tor erzielte er nicht. 1987 gewann er als Teil des uruguayischen Aufgebots die Copa América.

### Erfolge
- Copa América 1987
- Sieger Copa Libertadores 1987
- Uruguayischer Meister 1984, 1985, 1986
- Meister der uruguayischen Segunda División 1983

## Trainerlaufbahn
Nach seiner Karriere als Spieler ist Trasante heute als Trainer tätig und übte dieses Amt unter anderem bei Central Español aus.

## Sonstiges
- Trasante arbeitete während seiner Zeit als Spieler bei Peñarol auch noch täglich ab sieben Uhr morgens als Pförtner der Banco Pan de Azúcar in Montevideo.[7]
- 2012 wirkte Trasante in dem Theaterstück Rapsodia de oro, carbón y pueblo von Marcelo Ríos unter der Regie von Adriana Ardoguein mit.[8]